# Dinar soudanais
Le dinar est l'ancienne monnaie officielle du Soudan entre juin 1992 et janvier 2007. 
Il remplace la première livre soudanaise au taux d’un dinar pour dix anciennes livres soudanaises.
Il fut remplacé par la deuxième livre soudanaise à raison d’une nouvelle livre pour cent dinars (ou mille anciennes livres).

## Émissions monétaires
À partir de 1994, une pièce de 1 dinar en laiton, puis de 2 dinars en acier plaqué laiton ont été frappées. En 1996, des pièces de 5 et 10 dinars en laiton sont produites. En 1999-2000, sont frappées des pièces de 20 et 50 dinars en cupronickel. 
Une première série de billets voit le jour en 1993 pour des valeurs de 5, 10, 25 et 50 dinars. En 1994, est produit un billet de 100 dinars, suivi en 1996-2002, par des billets de 200, 1 000, 2 000, 5 000 et 10 000 dinars.
Entre 1999 et 2002, il fallait un peu plus de 250 dinars pour obtenir 1 dollar américain.